# Arenochroa flavalis
Arenochroa flavalis là một loài bướm đêm trong họ Crambidae.